# Матковский, Марцин
Марцин Матковский (пол. Marcin Matkowski; родился 15 января 1981 года в Барлинке, Польша) — польский теннисист; финалист трёх турниров Большого шлема (один раз — в мужском парном разряде и дважды — в миксте); финалист Итогового турнира ATP (2011) в парном разряде; победитель 18 турниров ATP в парном разряде; бывшая седьмая ракетка мира в парном разряде.

## Общая информация
Марцин — старший из двух детей Збигнева и Йоланты Матковских; его сестру зовут Доминика.
Марцин занимается теннисом с восьми лет. В разные годы тренировался под руководством Сергея Соболева, Славомира Фогтмана, Билли Мартина, Леха Беньковского, Радослава Шиманика. Его любимое покрытие — хард, а лучший удар — подача. Кумиром в мире тенниса был Пит Сампрас.
Матковский женат: у него и его супруги Катажины есть дочь Мая (род. 2011).

## Спортивная карьера

### Начало карьеры
Между периодом карьеры в юниорском туре и полноценным переходом в 2003 году в протур Марцин несколько лет учился в UCLA, играя за него в теннисной лиге NCAA. В своей карьере специализируется на играх в парном разряде.
В апреле 2000 года Марцин дебютировал за сборную Польши в отборочных раундах Кубка Дэвиса. Первый титул на турнирах серии «фьючерс» Матковский выиграл в июле 2000 года, а первый «челленджер» в августе 2001 года. Чуть ранее в июле того же года он дебютировал в АТР-туре, сыграв на турнире в Сопоте. Через три года в августе 2003 в Сопоте Матковский взял первый титул АТП, выиграв его в паре с соотечественником Мариушом Фирстенбергом. Матковский и Фирстинберг стали постоянными партнёрами и долгое время выступали совместно с друг другом на соревнованиях ассоциации. Следующий титул польский дуэт взял в феврале 2004 года на грунтовом турнире в Баие. В мае того же года Мартин в паре с Мариушом дебютировал турнирах серии Большого шлема, сыграв на Открытом чемпионате Франции. В августе Матковский и Фирстенберг приняли участие в первой в своей карьере Олимпиаде в Афинах, где они проиграли уже в первом раунде.
Следующий титул АТП Марцин и Мариуш завоевали в августе 2005 года у себя на родине в польском Сопоте. В январе 2006 года польская пара смогла выйти в полуфинал Открытого чемпионата Австралии, где они проиграли Мартину Дамму и Леандру Паесу со счётом 2-6, 4-6. В мае Матковский впервые попал в парном рейтинге в топ-20. В сентябре с Фирстенбергом он выигрывает парный приз турнира в Бухаресте. В ноябре они впервые приняли участие в Итоговом турнире года. но проиграли все три матча в своей группе. В августе 2007 года они в третий раз стали чемпионами турнира в Сопоте. В октябре польский дуэт смог выиграть турнир в Вене, а также впервые вышел в финал турнира серии Мастерс, который проходил в Мадриде.

### 2008—2013 (финал в США)

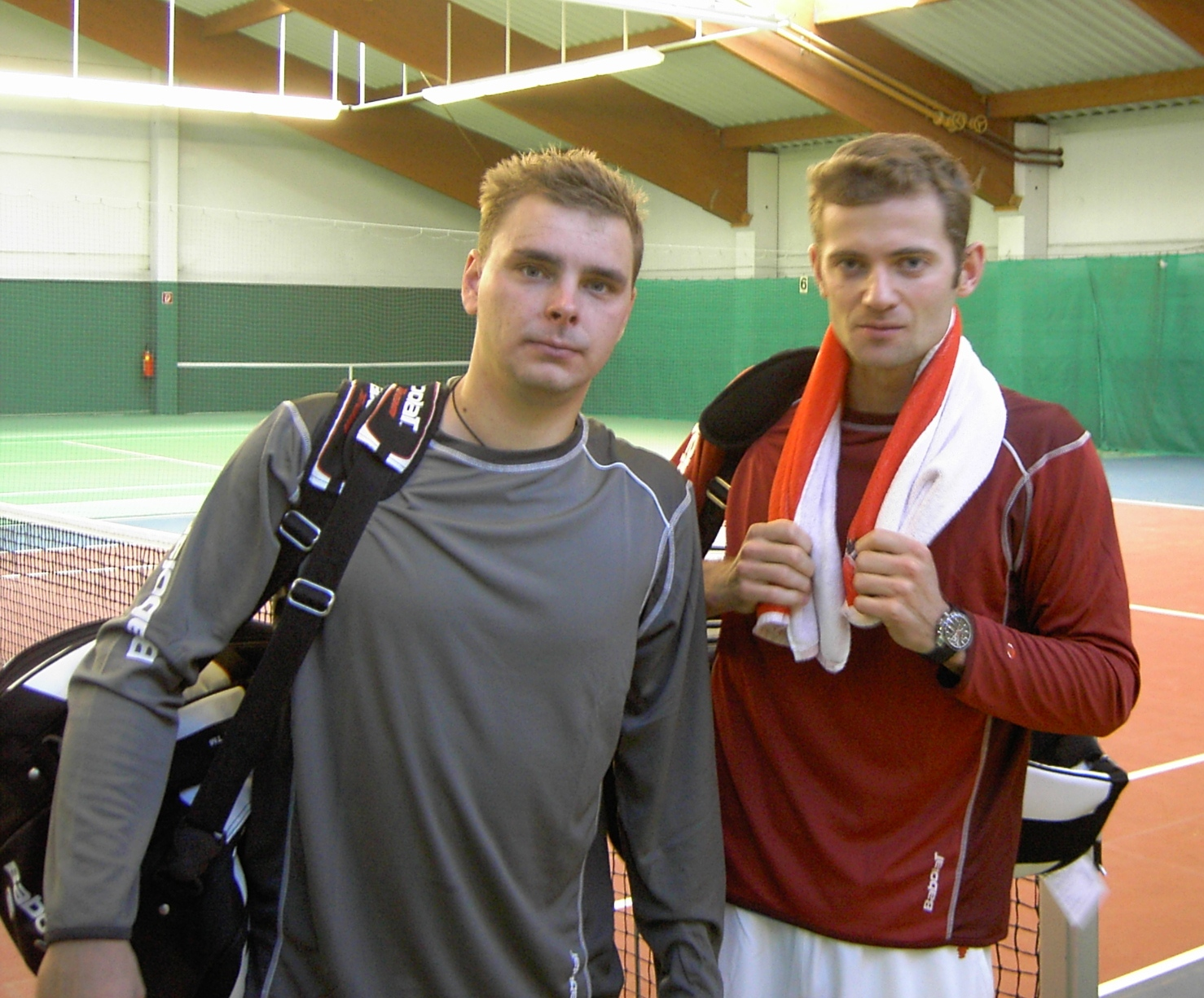
Матковский (слева) и Фирстенберг (справа) на турнире в Вене 2008 года

В 2008 Матковский и Фирстенберг выигрывают ещё один турнир на родине в Варшаве и принимают участие во второй для себя Олимпиаде. В Пекине им удалось дойти до четвертьфинальной стадии, где они проиграли будущим серебряным призёрам шведам Симону Аспелину и Томасу Юханссону. В октябре 2008 года сумели выиграть первый турнир серии Мастерс. В Мадриде в финале были обыграны Махеш Бхупати и Марк Ноулз со счетом 6-4, 6-2. На Итоговом турнире они вышли в полуфинал. На Открытом чемпионате Австралии 2009 года польская пара вышла в 1/4 финала. В июне 2009 года Мариуш и Марцин выигрывают турнир на травяном покрытие в британском Истборне. В начале октября им удается победить в Куала-Лумпуре. Это победа становится десятой в их карьере на турнирах АТП. На Мастерсе в Шанхае их дуэт смог достичь финала, где проиграл французам Жюльену Беннето и Жо-Вильфриду Тсонга.
На Открытом чемпионате Франции в 2010 году Матковский и Фирстенберг сумели дойти до четвертьфинальной стадии. В июне они защищают свой титул на турнире в Истборне. На Открытом чемпионате США, как и во Франции они пробиваются в четвертьфинал. В октябре польская пара смогла выйти в финал сразу на четырёх турнирах подряд, в том числе и на Мастерсе в Шанхае. Однако им, несмотря на это достижение, ни разу не удалось победить в решающем матче в борьбе за титул. Матковский смог на некоторое время попасть в первую десятку парного рейтинга. На Итоговом турнире Матковский и Фирстенберг вышли в 1/2 финала. В начале следующего сезона они выходят в четвертьфинал Австралийского чемпионата. На Открытом чемпионате США 2011 года Марцин и Мариуш смогли выйти в свой первый финал Большого шлема. В решающем матче за престижный трофей они проиграли Юргену Мельцеру и Филиппу Пецшнеру со счётом 2-6, 2-6. В конце сезона Матковский и Фирстенберг попали ещё в один важный финал на Итоговом турнире. Вновь их дуэт остался без титула, проиграв на этот раз Максиму Мирному и Даниэлю Нестору.
На Открытом чемпионате Австралии польская пара второй год подряд выходит в четвертьфинал. В апреле им удалось стать победителями турнира в Барселоне. В мае они смогли выиграть Мастерс в Мадриде, обыграв в финале Роберта Линдстедта и Хорию Текэу — 6-3, 6-4. В июле 2012 года Матковский достигает самого высокого в своей карьере места в рейтинге, заняв 7-ю строчку в парной классификации. На Олимпийских играх в Лондоне они проигрывают уже на старте. На Открытом чемпионате США Марцин смог выйти в финал соревнований в Миксте, где он выступил совместно с Кветой Пешке. В марте 2013 года в паре с Фирстенбергом он вышел в финала Мастерса в Майами. На Ролан Гаррос польский дуэт вышел в стадию четвертьфинала. В июле 2013 года Марцин и Мариуш стали победителями турнира в Гамбурге.

### 2014—2019

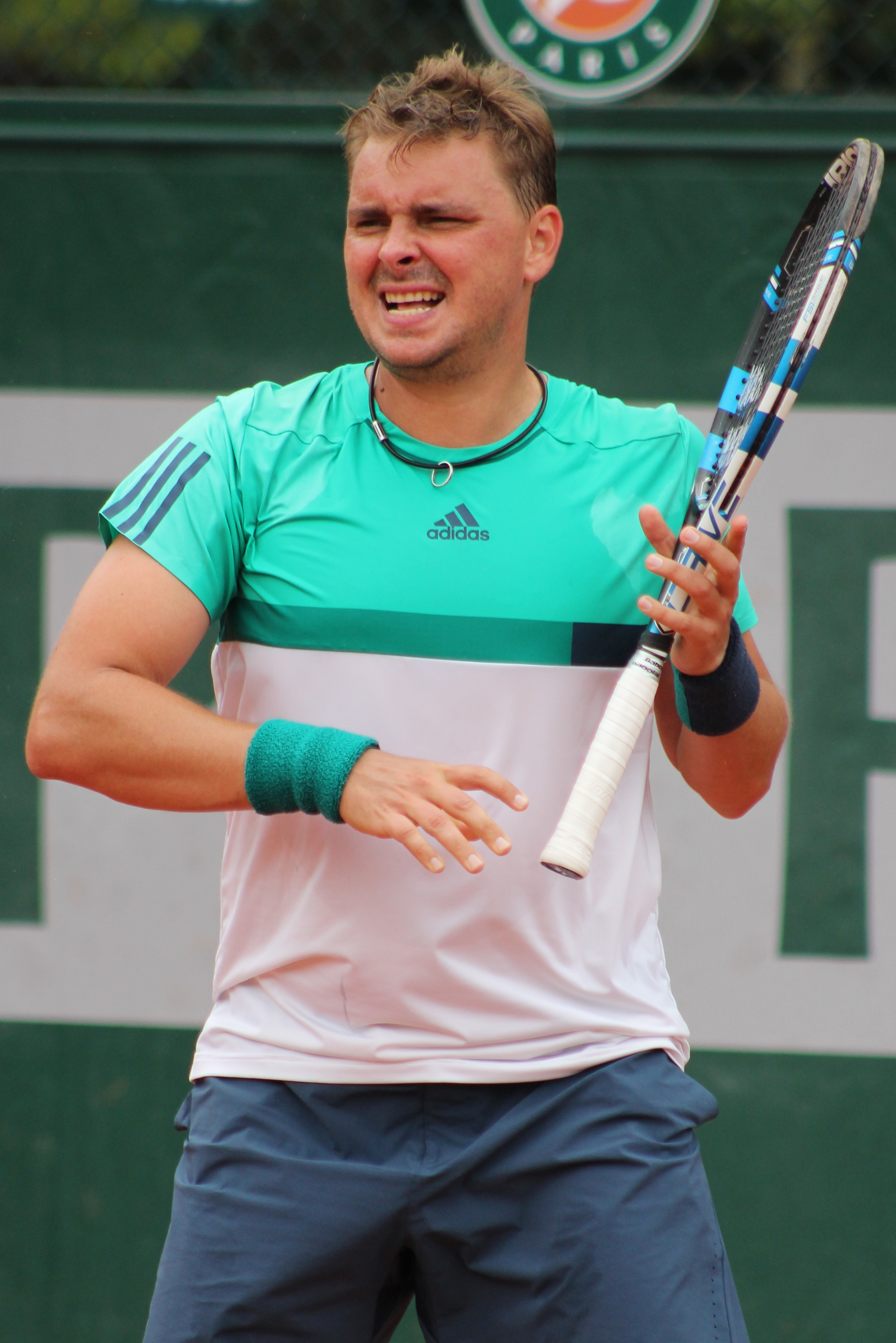
Матковский на Открытом чемпионате Франции 2016 года

Следующий титул Матковский и Фирстенберг выиграли в сентябре 2014 года на турнире в Меце. Победа в Меце стала для Матковского 15-й на основных соревнованиях ассоциации. Через неделю Марцин добывает ещё один трофей на турнире в Куала-Лумпуре, но на этот раз выступив в команде с Леандром Паесом. С этого периода постоянное сотрудничество с Фирстенбергом прекращается и в туре Матковский стал выступать с разными партнёрами. В конце сезона совместно с Юргеном Мельцером вышел в финал Мастерса в Париже. В мае 2015 года уже в паре с сербским теннисистом Ненадом Зимоничем он вышел в финал Мастерса в Мадриде. На Открытом чемпионате Франции Зимонич и Матковский вышли в четвертьфинал, а в миксте Марцин, выступая в альянсе с Луцией Градецкой добрался до финала. В решающем матче Градецкая и Матковский проиграли американцам Майку Брайану и Бетани Маттек-Сандс. На Уимблдонском турнире польский теннисист, выступая вновь с Зимоничем, смог впервые выйти в 1/4 финала. В августе Ненад и Марцин вышли в финал Мастерса в Цинциннати, а на Открытом чемпионате США они вышли в четвертьфинал.
Следующий раз до четвертьфинала Большого шлема Матковский добирается в мае 2016 года на Открытом чемпионате Франции в альянсе с Леандром Паесом. На Олимпийских играх в Рио-де-Жанейро Матковский выступил с Лукашом Куботом и их пара проиграла во втором раунде. В октябре на турнире в Токио Марцин выиграл первый за два года титул АТП, сделав эту победу в альянсе с испанцем Марселем Гранольерсом. По итогам 2016 года Матковский 14-й сезон подряд занял место в топ-100 мирового парного рейтинга.
В начале сезона 2017 года он стал чемпионом турнира в Окленде в паре с представителем Пакистана Айсамом-уль-Хак Куреши. На Уимблдоне он смог выйти в четвертьфинал в дуэте с Максимом Мирным. На Открытом чемпионате Австралии 2018 года пара Матковски и Куреши уступила в четвертьфинале американскому дуэту Боб Брайан и Майк Брайан.
В 2019 году Матковский завершил профессиональную карьеру, сыграв последний матч за сборную Польши в отборочных раундах Кубка Дэвиса.

## Рейтинг на конец года
| Год  | Одиночный рейтинг | Парный рейтинг |
| 2019 |                   | 714            |
| 2018 |                   | 76             |
| 2017 |                   | 40             |
| 2016 |                   | 36             |
| 2015 |                   | 16             |
| 2014 |                   | 27             |
| 2013 |                   | 18             |
| 2012 |                   | 16             |
| 2011 |                   | 14             |
| 2010 |                   | 12             |
| 2009 |                   | 17             |
| 2008 |                   | 15             |
| 2007 |                   | 23             |
| 2006 | 1 424             | 17             |
| 2005 | 706               | 50             |
| 2004 | 1 463             | 52             |
| 2003 | 836               | 92             |
| 2002 | 835               | 203            |
| 2001 | 1 383             | 295            |
| 2000 | 887               | 653            |
| 1999 | 706               | 1 271          |
| 1998 | 1 324             | 769            |

## Выступления на турнирах

### Финалы турниров Большого шлема в мужском парном разряде (1)

#### Поражение (1)
| №  | Год  | Турнир                 | Покрытие | Партнёр            | Соперники в финале           | Счёт    |
| 1. | 2011 | Открытый чемпионат США | Хард     | Мариуш Фирстенберг | Юрген Мельцер Филипп Пецшнер | 2-6 2-6 |

### Финалы Итогового турнираATPв парном разряде (1)

#### Поражение (1)
| №  | Год  | Турнир                 | Покрытие   | Партнёр            | Соперники в финале           | Счёт    |
| 1. | 2011 | Лондон, Великобритания | Хард (зал) | Мариуш Фирстенберг | Максим Мирный Даниэль Нестор | 5-7 3-6 |

### Финалы турнировATPв парном разряде (48)

#### Победы (18)
| Легенда                                |
| -------------------------------------- |
| Турниры Большого шлема (0)*            |
| Итоговый турнир ATP (0)                |
| Олимпиада (0)                          |
| Мастерс (0+2)                          |
| ATP International Gold / АТР 500 (0+4) |
| ATP International / АТР 250 (0+12)     |

| Титулы по покрытиям | Титулы по месту проведения матчей турнира |
| ------------------- | ----------------------------------------- |
| Хард (0+7)*         | Зал (0+5)                                 |
| Грунт (0+9)         | Зал (0+5)                                 |
| Трава (0+2)         | Открытый воздух (0+13)                    |
| Ковёр (0)           | Открытый воздух (0+13)                    |

* количество побед в одиночном разряде + количество побед в парном разряде.
| №   | Дата             | Турнир                      | Покрытие   | Партнёр              | Соперники в финале                 | Счёт                 |
| 1.  | 3 августа 2003   | Сопот, Польша               | Грунт      | Мариуш Фирстенберг   | Леош Фридль Франтишек Чермак       | 6-4 6-7(7) 6-3       |
| 2.  | 29 февраля 2004  | Коста-ду-Сауипе, Бразилия   | Грунт      | Мариуш Фирстенберг   | Томас Беренд Леош Фридль           | 6-2 6-2              |
| 3.  | 7 августа 2005   | Сопот, Польша (2)           | Грунт      | Мариуш Фирстенберг   | Лукас Арнольд Кер Себастьян Прието | 7-6(7) 6-4           |
| 4.  | 17 сентября 2006 | Бухарест, Румыния           | Грунт      | Мариуш Фирстенберг   | Мартин Гарсия Луис Орна            | 6-7(5) 7-6(5) [10-8] |
| 5.  | 5 августа 2007   | Сопот, Польша (3)           | Грунт      | Мариуш Фирстенберг   | Мартин Гарсия Себастьян Прието     | 6-1 6-1              |
| 6.  | 14 октября 2007  | Вена, Австрия               | Хард (зал) | Мариуш Фирстенберг   | Томас Беренд Кристофер Кас         | 6-4 6-2              |
| 7.  | 15 июня 2008     | Варшава, Польша (4)         | Грунт      | Мариуш Фирстенберг   | Николай Давыденко Юрий Щукин       | 6-0 3-6 [10-4]       |
| 8.  | 19 октября 2008  | Мадрид, Испания             | Хард (зал) | Мариуш Фирстенберг   | Махеш Бхупати Марк Ноулз           | 6-4 6-2              |
| 9.  | 19 июня 2009     | Истборн, Великобритания     | Трава      | Мариуш Фирстенберг   | Трэвис Пэрротт Филип Полашек       | 6-4 6-4              |
| 10. | 4 октября 2009   | Куала-Лумпур, Малайзия      | Хард (зал) | Мариуш Фирстенберг   | Игорь Куницын Ярослав Левинский    | 6-2 6-1              |
| 11. | 18 июня 2010     | Истборн, Великобритания (2) | Трава      | Мариуш Фирстенберг   | Кен Скупски Колин Флеминг          | 6-3 5-7 [10-8]       |
| 12. | 29 апреля 2012   | Барселона, Испания          | Грунт      | Мариуш Фирстенберг   | Марсель Гранольерс Марк Лопес      | 2-6 7-6(7) [10-8]    |
| 13. | 13 мая 2012      | Мадрид, Испания (2)         | Грунт      | Мариуш Фирстенберг   | Роберт Линдстедт Хория Текэу       | 6-3 6-4              |
| 14. | 21 июля 2013     | Гамбург, Германия           | Грунт      | Мариуш Фирстенберг   | Александр Пейя Бруно Соарес        | 3-6 6-1 [10-8]       |
| 15. | 21 сентября 2014 | Мец, Франция                | Хард (зал) | Мариуш Фирстенберг   | Марин Драганя Хенри Континен       | 6-7(3) 6-3 [10-8]    |
| 16. | 28 сентября 2014 | Куала-Лумпур, Малайзия (2)  | Хард (зал) | Леандер Паес         | Джейми Маррей Джон Пирс            | 3-6 7-6(5) [10-5]    |
| 17. | 9 октября 2016   | Токио, Япония               | Хард       | Марсель Гранольерс   | Равен Класен Раджив Рам            | 6-2 7-6(4)           |
| 18. | 14 января 2017   | Окленд, Новая Зеландия      | Хард       | Айсам-уль-Хак Куреши | Скотт Липски Йонатан Эрлих         | 1-6 6-2 [10-3]       |

#### Поражения (30)
| №   | Дата             | Турнир                    | Покрытие    | Партнёр            | Соперники в финале                    | Счёт                  |
| 1.  | 2 октября 2005   | Палермо, Италия           | Грунт       | Мариуш Фирстенберг | Мартин Гарсия Мариано Худ             | 2-6 3-6               |
| 2.  | 26 февраля 2006  | Коста-ду-Сауипе, Бразилия | Грунт       | Мариуш Фирстенберг | Павел Визнер Лукаш Длоуги             | 1-6 6-4 [3-10]        |
| 3.  | 30 апреля 2006   | Барселона, Испания        | Грунт       | Мариуш Фирстенберг | Даниэль Нестор Марк Ноулз             | 2-6 7-6(4) [5-10]     |
| 4.  | 26 августа 2006  | Нью-Хейвен, США           | Хард        | Мариуш Фирстенберг | Энди Рам Йонатан Эрлих                | 3-6 3-6               |
| 5.  | 1 октября 2006   | Палермо, Италия (2)       | Грунт       | Мариуш Фирстенберг | Мартин Гарсия Луис Орна               | 6-7(1) 6-7(2)         |
| 6.  | 29 октября 2006  | Базель, Швейцария         | Ковер (зал) | Мариуш Фирстенберг | Даниэль Нестор Марк Ноулз             | 6-4 4-6 [8-10]        |
| 7.  | 25 августа 2007  | Нью-Хэйвен, США (2)       | Хард        | Мариуш Фирстенберг | Махеш Бхупати Ненад Зимонич           | 3-6 3-6               |
| 8.  | 7 октября 2007   | Мец, Франция              | Хард (зал)  | Мариуш Фирстенберг | Арно Клеман Микаэль Льодра            | 1-6 4-6               |
| 9.  | 21 октября 2007  | Мадрид, Испания           | Хард (зал)  | Мариуш Фирстенберг | Боб Брайан Майк Брайан                | 3-6 6-7(4)            |
| 10. | 4 мая 2008       | Барселона, Испания (2)    | Грунт       | Мариуш Фирстенберг | Боб Брайан Майк Брайан                | 3-6 2-6               |
| 11. | 13 сентября 2008 | Бухарест, Румыния         | Грунт       | Мариуш Фирстенберг | Николя Девильде Поль-Анри Матьё       | 6-7(4) 7-6(9) [20-22] |
| 12. | 5 октября 2008   | Мец, Франция (2)          | Хард (зал)  | Мариуш Фирстенберг | Арно Клеман Микаэль Льодра            | 7-5 3-6 [8-10]        |
| 13. | 9 августа 2009   | Вашингтон, США            | Хард        | Мариуш Фирстенберг | Мартин Дамм Роберт Линдстедт          | 5-7 6-7(3)            |
| 14. | 18 октября 2009  | Шанхай, Китай             | Хард (зал)  | Мариуш Фирстенберг | Жюльен Беннето Жо-Вильфрид Тсонга     | 2-6 4-6               |
| 15. | 3 октября 2010   | Куала-Лумпур, Малайзия    | Хард (зал)  | Мариуш Фирстенберг | Франтишек Чермак Михал Мертиняк       | 6-7(3) 6-7(5)         |
| 16. | 10 октября 2010  | Пекин, Китай              | Хард        | Мариуш Фирстенберг | Боб Брайан Майк Брайан                | 1-6 6-7(5)            |
| 17. | 17 октября 2010  | Шанхай, Китай (2)         | Хард (зал)  | Мариуш Фирстенберг | Юрген Мельцер Леандер Паес            | 5-7 6-4 [5-10]        |
| 18. | 31 октября 2010  | Вена, Австрия             | Хард (зал)  | Мариуш Фирстенберг | Ненад Зимонич Даниэль Нестор          | 5-7 6-3 [5-10]        |
| 19. | 10 сентября 2011 | Открытый чемпионат США    | Хард        | Мариуш Фирстенберг | Юрген Мельцер Филипп Пецшнер          | 2-6 2-6               |
| 20. | 27 ноября 2011   | Финал Мирового Тура ATP   | Хард (зал)  | Мариуш Фирстенберг | Максим Мирный Даниэль Нестор          | 5-7 3-6               |
| 21. | 3 марта 2012     | Дубай, ОАЭ                | Хард        | Мариуш Фирстенберг | Рохан Бопанна Махеш Бхупати           | 4-6 6-3 [5-10]        |
| 22. | 30 марта 2013    | Майами, США               | Хард        | Мариуш Фирстенберг | Айсам-уль-Хак Куреши Жан-Жюльен Ройер | 4-6 1-6               |
| 23. | 27 апреля 2014   | Бухарест, Румыния (2)     | Грунт       | Мариуш Фирстенберг | Жан-Жюльен Ройер Хория Текэу          | 4-6 4-6               |
| 24. | 2 ноября 2014    | Париж, Франция            | Хард (зал)  | Юрген Мельцер      | Боб Брайан Майк Брайан                | 6-7(5) 7-5 [6-10]     |
| 25. | 10 мая 2015      | Мадрид, Испания (2)       | Грунт       | Ненад Зимонич      | Рохан Бопанна Флорин Мерджа           | 2-6 7-6(5) [9-11]     |
| 26. | 21 июня 2015     | Лондон, Великобритания    | Трава       | Ненад Зимонич      | Николя Маю Пьер-Юг Эрбер              | 2-6 2-6               |
| 27. | 23 августа 2015  | Цинциннати, США           | Хард        | Ненад Зимонич      | Даниэль Нестор Эдуар Роже-Васслен     | 2-6 2-6               |
| 28. | 1 мая 2016       | Кашкайш, Португалия       | Грунт       | Лукаш Кубот        | Эрик Буторак Скотт Липски             | 4-6 6-3 [8-10]        |
| 29. | 4 марта 2017     | Дубай, ОАЭ (2)            | Хард        | Рохан Бопанна      | Жан-Жюльен Ройер Хория Текэу          | 6-4 3-6 [3-10]        |
| 30. | 17 июня 2018     | Штутгарт, Германия        | Трава       | Роберт Линдстедт   | Филипп Пецшнер Тим Пюц                | 6-7(5) 3-6            |

### Финалы челленджеров и фьючерсов в парном разряде (18)

#### Победы (15)
| Условные обозначения |
| Челленджеры (0+12)*  |
| Фьючерсы (0+3)       |

| Титулы по покрытиям | Титулы по месту проведения матчей турнира |
| ------------------- | ----------------------------------------- |
| Хард (0+1)*         | Зал (0+3)                                 |
| Грунт (0+12)        | Зал (0+3)                                 |
| Трава (0)           | Открытый воздух (0+12)                    |
| Ковёр (0+2)         | Открытый воздух (0+12)                    |

* количество побед в одиночном разряде + количество побед в парном разряде.
| №   | Дата             | Турнир                | Покрытие    | Партнёр              | Соперники в финале                      | Счёт            |
| 1.  | 2 июля 2000      | Катовице, Польша      | Грунт       | Кшиштоф Квинта       | Мацей Домка Юрий Щукин                  | 6-3 7-5         |
| 2.  | 19 августа 2001  | Сопот, Польша         | Грунт       | Бартломей Дабровский | Дмитрий Власов Оскар Эрнандес           | 6-7(2) 6-4 6-3  |
| 3.  | 2 сентября 2001  | Вроцлав, Польша       | Грунт       | Мариуш Фирстенберг   | Любен Пампулов Бен Харан                | 7-6(3) 7-6(3)   |
| 4.  | 23 сентября 2001 | Щецин, Польша         | Грунт       | Мариуш Фирстенберг   | Хуан Игнасио Карраско Алекс Лопес Морон | 6-4 7-6(2)      |
| 5.  | 18 августа 2002  | Грац, Австрия         | Грунт       | Мариуш Фирстенберг   | Ян-Фроде Андерсен Оливер Марах          | 6-3 6-4         |
| 6.  | 25 августа 2002  | Манербио, Италия      | Грунт       | Мариуш Фирстенберг   | Душан Вемич Энтони Росс                 | 6-4 7-6(4)      |
| 7.  | 1 сентября 2002  | Лодзь, Польша         | Грунт       | Марцин Голаб         | Камил Левандович Давид Олейничак        | 6-3 6-4         |
| 8.  | 27 июля 2003     | Хилверсюм, Нидерланды | Грунт       | Мариуш Фирстенберг   | Марк Нильсен Фред Хеммес                | 6-2 7-5         |
| 9.  | 24 августа 2003  | Манербио, Италия      | Грунт       | Мариуш Фирстенберг   | Николас Альмагро Роберто Менендес Ферре | 6-2 6-4         |
| 10. | 21 сентября 2003 | Щецин, Польша         | Грунт       | Мариуш Фирстенберг   | Ярослав Левинский Давид Шкох            | 6-1 7-5         |
| 11. | 2 ноября 2003    | Ахен, Германия        | Ковёр (зал) | Мариуш Фирстенберг   | Тодд Перри Томас Симада                 | 7-6(3) 7-6(3)   |
| 12. | 1 февраля 2004   | Хайльбронн, Германия  | Ковёр (зал) | Мариуш Фирстенберг   | Ларс Бургсмюллер Кеннет Карлсен         | 6-3 6-3         |
| 13. | 25 сентября 2005 | Щецин, Польша         | Грунт       | Мариуш Фирстенберг   | Агустин Кальери Себастьян Прието        | 6-2 6-4         |
| 14. | 12 февраля 2006  | Вроцлав, Польша       | Хард (зал)  | Мариуш Фирстенберг   | Лукаш Длоуги Павел Шнобель              | 3-6 6-1 [12-10] |
| 15. | 17 июля 2011     | Сопот, Польша         | Грунт       | Мариуш Фирстенберг   | Стефан Робер Оливье Шарруа              | 7-5 7-6(4)      |

#### Поражения (3)
| №  | Дата             | Турнир                 | Покрытие    | Партнёр            | Соперники в финале               | Счёт           |
| 1. | 31 августа 2003  | Фройденштадт, Германия | Грунт       | Мариуш Фирстенберг | Александр Васке Франц Штаудер    | 4-6 5-7        |
| 2. | 30 ноября 2003   | Милан, Италия          | Ковёр (зал) | Мариуш Фирстенберг | Давиде Сангвинетти Такао Судзуки | 4-6 5-7        |
| 3. | 24 сентября 2006 | Щецин, Польша          | Грунт       | Томаш Беднарек     | Томас Беренд Кристофер Кас       | 1-6 6-3 [4-10] |

### Финалы турниров Большого шлема в смешанном парном разряде (2)

#### Поражения (2)
| №  | Год  | Турнир                     | Покрытие | Партнёрша       | Соперники в финале              | Счёт               |
| 1. | 2012 | Открытый чемпионат США     | Хард     | Квета Пешке     | Екатерина Макарова Бруно Соарес | 7-6(8) 1-6 [10-12] |
| 2. | 2015 | Открытый чемпионат Франции | Грунт    | Луция Градецкая | Бетани Маттек-Сандс Майк Брайан | 6-7(3) 1-6         |

## История выступлений на турнирах
| Турнир                       | 2004  | 2005          | 2006          | 2007          | 2008  | 2009          | 2010          | 2011          | 2012  | 2013          | 2014          | 2015          | 2016  | 2017          | 2018          | 2019          | Итог   | В/П за карьеру |
| ---------------------------- | ----- | ------------- | ------------- | ------------- | ----- | ------------- | ------------- | ------------- | ----- | ------------- | ------------- | ------------- | ----- | ------------- | ------------- | ------------- | ------ | -------------- |
| Турниры Большого шлема       |       |               |               |               |       |               |               |               |       |               |               |               |       |               |               |               |        |                |
| Открытый чемпионат Австралии | -     | 1Р            | 1/2           | 1Р            | 3Р    | 1/4           | 2Р            | 1/4           | 1/4   | 1Р            | 3Р            | 2Р            | 2Р    | 2Р            | 1/4           | 1Р            | 0 / 15 | 23-15          |
| Открытый чемпионат Франции   | 3Р    | 3Р            | 2Р            | 1Р            | 2Р    | 2Р            | 1/4           | 1Р            | 3Р    | 1/4           | 1Р            | 1/4           | 1/4   | 2Р            | 1Р            | -             | 0 / 15 | 22-15          |
| Уимблдонский турнир          | 2Р    | 2Р            | 1Р            | 1Р            | 1Р    | 1Р            | 2Р            | 1Р            | 1Р    | 3Р            | 3Р            | 1/4           | 2Р    | 1/4           | 3Р            | -             | 0 / 15 | 16-15          |
| Открытый чемпионат США       | 2Р    | 1Р            | 3Р            | 3Р            | 1Р    | 1Р            | 1/4           | Ф             | 1Р    | 1Р            | 3Р            | 1/4           | 2Р    | 1Р            | 1Р            | -             | 0 / 15 | 19-15          |
| Итог                         | 0 / 3 | 0 / 4         | 0 / 4         | 0 / 4         | 0 / 4 | 0 / 4         | 0 / 4         | 0 / 4         | 0 / 4 | 0 / 4         | 0 / 4         | 0 / 4         | 0 / 4 | 0 / 4         | 0 / 4         | 0 / 1         | 0 / 60 |                |
| В/П в сезоне                 | 4-3   | 3-4           | 7-4           | 2-4           | 3-4   | 4-4           | 8-4           | 8-4           | 5-4   | 5-4           | 6-4           | 10-4          | 6-4   | 5-4           | 4-4           | 0-1           |        | 80-60          |
| Олимпийские игры             |       |               |               |               |       |               |               |               |       |               |               |               |       |               |               |               |        |                |
| Летняя олимпиада             | 1Р    | Не проводился | Не проводился | Не проводился | 1/4   | Не проводился | Не проводился | Не проводился | 1Р    | Не проводился | Не проводился | Не проводился | -     | Не проводился | Не проводился | Не проводился | 0 / 3  | 2-3            |
| Итоговые турниры             |       |               |               |               |       |               |               |               |       |               |               |               |       |               |               |               |        |                |
| Итоговый турнир ATP          | -     | -             | Группа        | -             | 1/2   | Группа        | 1/2           | Ф             | -     | Группа        | -             | Группа        | -     | -             | -             | -             | 0 / 7  | 10-15          |

| Турнир                       | 2004          | 2006          | 2007          | 2008          | 2009          | 2010          | 2011          | 2012  | 2013          | 2014          | 2015          | 2016  | 2017          | 2018          | Итог   | В/П за карьеру |
| ---------------------------- | ------------- | ------------- | ------------- | ------------- | ------------- | ------------- | ------------- | ----- | ------------- | ------------- | ------------- | ----- | ------------- | ------------- | ------ | -------------- |
| Турниры Большого шлема       |               |               |               |               |               |               |               |       |               |               |               |       |               |               |        |                |
| Открытый чемпионат Австралии | -             | -             | 1P            | 2P            | 1P            | 1P            | 2P            | 2P    | 1/2           | 2P            | 1P            | 1P    | 1P            | -             | 0 / 11 | 6-11           |
| Открытый чемпионат Франции   | -             | 1/4           | 2Р            | 1Р            | 2Р            | 1/4           | 2Р            | 2Р    | 1Р            | 1Р            | Ф             | 1Р    | 1/4           | 1Р            | 0 / 13 | 13-13          |
| Уимблдонский турнир          | 2Р            | 1Р            | 1/4           | 2Р            | 3Р            | 2Р            | 1Р            | -     | 1/4           | -             | 1/4           | 1/4   | 2Р            | 2Р            | 0 / 12 | 11-12          |
| Открытый чемпионат США       | -             | -             | 1Р            | 2Р            | 1/4           | 2Р            | 1/4           | Ф     | 1/4           | 1/4           | 1Р            | 1Р    | 1/4           | -             | 0 / 11 | 16-10          |
| Итог                         | 0 / 1         | 0 / 2         | 0 / 4         | 0 / 4         | 0 / 4         | 0 / 4         | 0 / 4         | 0 / 3 | 0 / 4         | 0 / 3         | 0 / 4         | 0 / 4 | 0 / 4         | 0 / 2         | 0 / 47 |                |
| В/П в сезоне                 | 1-1           | 1-2           | 3-4           | 3-3           | 4-4           | 3-4           | 4-4           | 6-3   | 6-4           | 3-3           | 6-4           | 1-4   | 4-4           | 1-2           |        | 46-46          |
| Олимпийские игры             |               |               |               |               |               |               |               |       |               |               |               |       |               |               |        |                |
| Летняя олимпиада             | Не проводился | Не проводился | Не проводился | Не проводился | Не проводился | Не проводился | Не проводился | 1Р    | Не проводился | Не проводился | Не проводился | -     | Не проводился | Не проводился | 0 / 1  | 0-1            |

Другие достижения
- Чемпион Польши в парном разряде: 1999, 2000, 2003, 2005
- Финалист чемпионата Польши в одиночном разряде: 1999
- Финалист чемпионата Польши на закрытых кортах в парном разряде: 2000
- Чемпион Польши среди молодёжи в одиночном и парном разряде: 1999
- Финалист чемпионата Польши среди молодёжи в одиночном и парном разряде: 1998
- Трёхкратный чемпион Польши до 18 лет в одиночном разряде
- Двукратный чемпион Польши до 16 лет в парном разряде
- Чемпион Польши до 14 лет в парном разряде
- Чемпион Конференции Pac-12: 2002 (c Жаном-Жюльеном Ройером)[4]